# Xysticus kashidi
Xysticus kashidi là một loài nhện trong họ Thomisidae.
Loài này thuộc chi Xysticus. Xysticus kashidi được Benoy Krishna Tikader miêu tả năm 1963.